# Overseas Shipholding Group
Die Overseas Shipholding Group (OSG) ist eine US-amerikanische Reederei mit Hauptsitz in Tampa sowie Niederlassungen in Athen, Houston, London, Manila, Montreal, Newcastle, New York, Philadelphia und Singapur. Das Unternehmen betreibt Öltanker. Ihre Flotte umfasst derzeit (2017) 23 operative Schiffe (davon 10 gecharterte) mit zusammen rund 955.733 Millionen Tonnen dwt Tragfähigkeit. Bis 2009 betrieb das Unternehmen auch den größten doppelwandigen Öltanker der Welt, die TI Oceania, und eines ihrer Schwesterschiffe, die TI Africa.

## Geschichte
Das Unternehmen wurde 1948 gegründet und ist seit 1970 an der New Yorker Börse notiert.
Vor der Insolvenz im November 2012 betrieb das Unternehmen 111 Schiffe und erzielte Umsatzerlöse von über 1 Mrd. US-Dollar. Nach einer Umstrukturierung des Unternehmens mit nun deutlich kleinerer Flotte wurde im August 2014 der Gläubigerschutz nach Chapter 11 des US-Insolvenzrechts aufgehoben. 2016 wurden die internationalen Geschäfte als International Seaways, Inc. abgespalten und der Unternehmenssitz der OSG nach Tampa in Florida verlegt.